# James McNeill Whistler

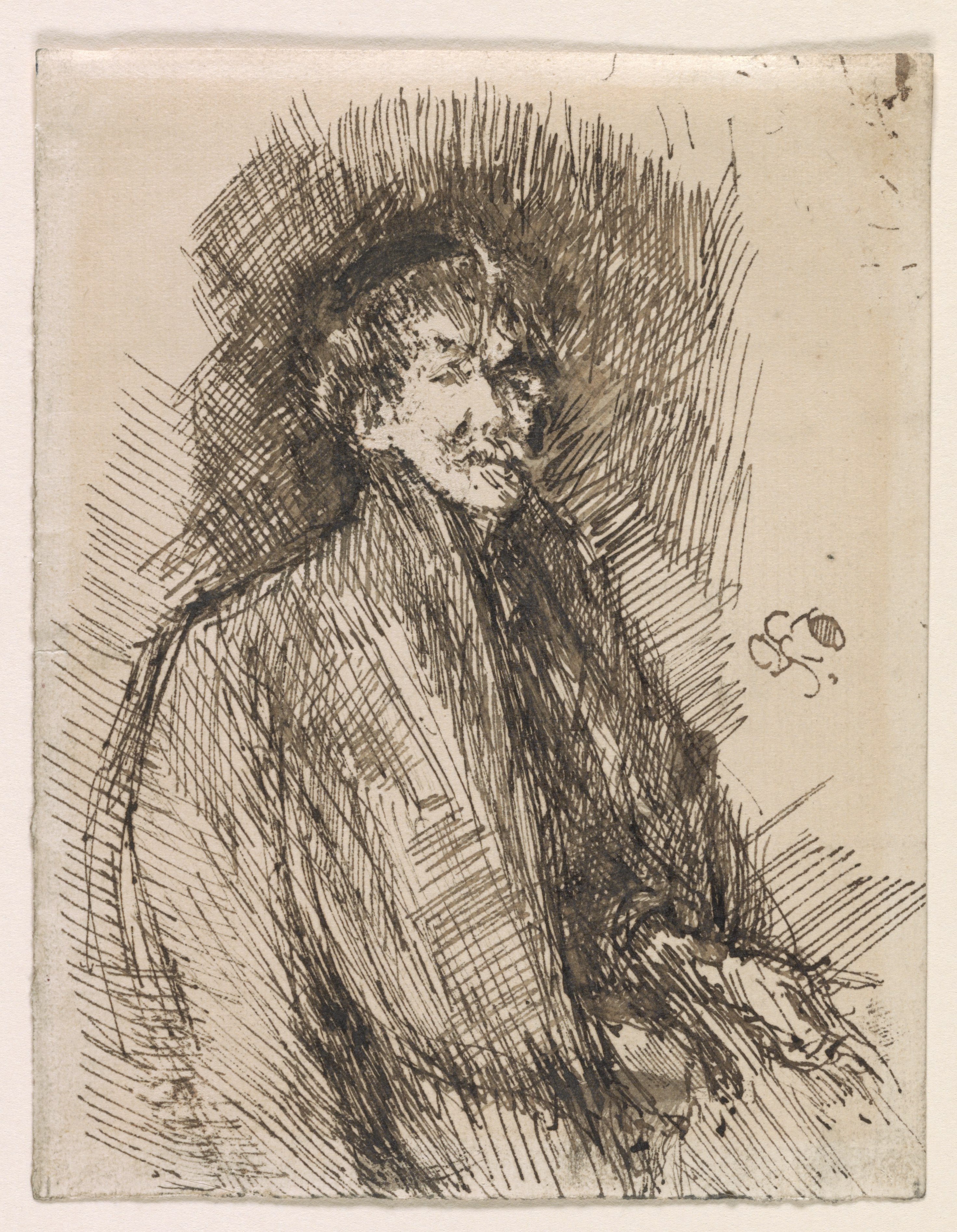
Zelfportret

James Abbott McNeill Whistler /ˈdʒeɪmz ˈæbət məkˈniːl ˈwɪslɚ/ (Lowell (Massachusetts), 10 juli 1834 – Londen, 17 juli 1903) was een Amerikaans kunstschilder, etser, lithograaf en schrijver, die het grootste deel van zijn leven in het Verenigd Koninkrijk heeft gewoond.

## Leven en werk
Whistler werd geboren in de Verenigde Staten en vertrok in 1855 naar Europa, zonder ooit nog naar de Verenigde Staten terug te keren. Hij vertrok eerst naar Parijs, maar verhuisde na enige tijd naar Londen, waar hij tot zijn dood zou blijven wonen.
Hij is wellicht het bekendst geworden door het bijna geheel in zwart-wit uitgevoerde schilderij van zijn moeder, getiteld Arrangement in Gray and Black, No. 1 maar gewoonlijk kortweg Whistler's Mother genoemd.
De sterk atmosferische serie Nocturnes tonen Japanse invloed. Door zijn spaarzame kleurgebruik (vaak met schakeringen van één kleur) doet het werk bijna abstract aan, waardoor hij wel wordt beschouwd als een voorloper van de abstracte kunst. De kleur-analytische methode van de impressionisten lag hem niet. Zijn aandacht voor de esthetische werking van de kleur is eerder gebaseerd op de 17de-eeuwse Hollandse traditie, die hij zeer waardeerde.
Rond 1861 begon hij een zes jaar durende verhouding met Joanna Hiffernan. Tijdens deze periode stond zij model voor enkele van zijn beroemdste schilderijen, waaronder Symphony in White, No. 1, Girl in White (Het witte meisje), Symphony in White, No. 2: The Little White Girl (Het kleine witte meisje) en Symphony in White No. 3. Nadat zij en Whistler uit elkaar gingen, hielp Hiffernan bij de opvoeding van Whistlers zoon, Charles James Whistler Hanson (1870-1935), het resultaat van een affaire met een dienstmeisje, Louisa Fanny Hanson.
Zijn schilderij Het witte meisje uit 1862 zorgde voor ophef tijdens een tentoonstelling in Londen en op de Salon des Refusés in Parijs. Het werk is een typisch voorbeeld van zijn theorie dat de kunst zich vooral moest bezighouden met schoonheid in kleur en vormgeving (L'art pour l'art) en niet met de exacte weergave van mensen en zaken, zoals aanbevolen door de criticus John Ruskin. In 1878 deed Whistler Ruskin een proces aan wegens smaad nadat die zijn Nocturne in zwart en goud - de vallende raket  "een pot met verf" en hemzelf "een verwaande kwast" had genoemd. Hij kreeg een minimale schadevergoeding, maar de zaak kostte hem een kapitaal.
Hierna vertrok hij voor enkele jaren naar Venetië, waar hij vooral etsen maakte. Mooier nog vond hij Amsterdam. Tegen de kunstcriticus Jan Veth zei hij: "Jullie Hollandsche schilders weet niet wat gij verzuimt door niets van uw wóndervolle Amsterdam te maken, dat ik mooier vind dan Venetië." Ook in Amsterdam voer hij door grachten en grachtjes en schilderde de huizen, liefst de huurkazernes, en liefst aan de achterzijde. Hij ging er om met Willem Witsen en George Breitner, op wie hij grote invloed uitoefende.
Whistler was bevriend met verschillende Franse kunstenaars, waaronder Édouard Manet en Antonio de La Gandara. Ook was hij een prominent figuur in de esthetische beweging, samen met zijn vriend Oscar Wilde. Maar ook maakte hij in zijn leven veel vijanden. Hij cultiveerde die vijandschappen onder meer door het voeren van vele processen. Hij schreef er in 1890 een boekje over: The gentle art of making enemies.

## Galerij

Symfonie in wit nr. 1 (Het witte meisje), 1862, National Gallery of Art, Washington
Arrangement in Gray and Black, No. 1 (Whistlers Mother), 1871, Musée d'Orsay, Parijs
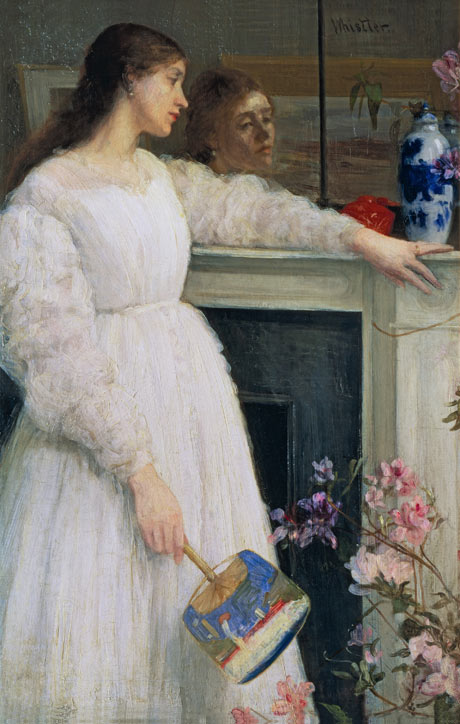
Symphony in White, No. 2, 1874, Tate Britain, Londen
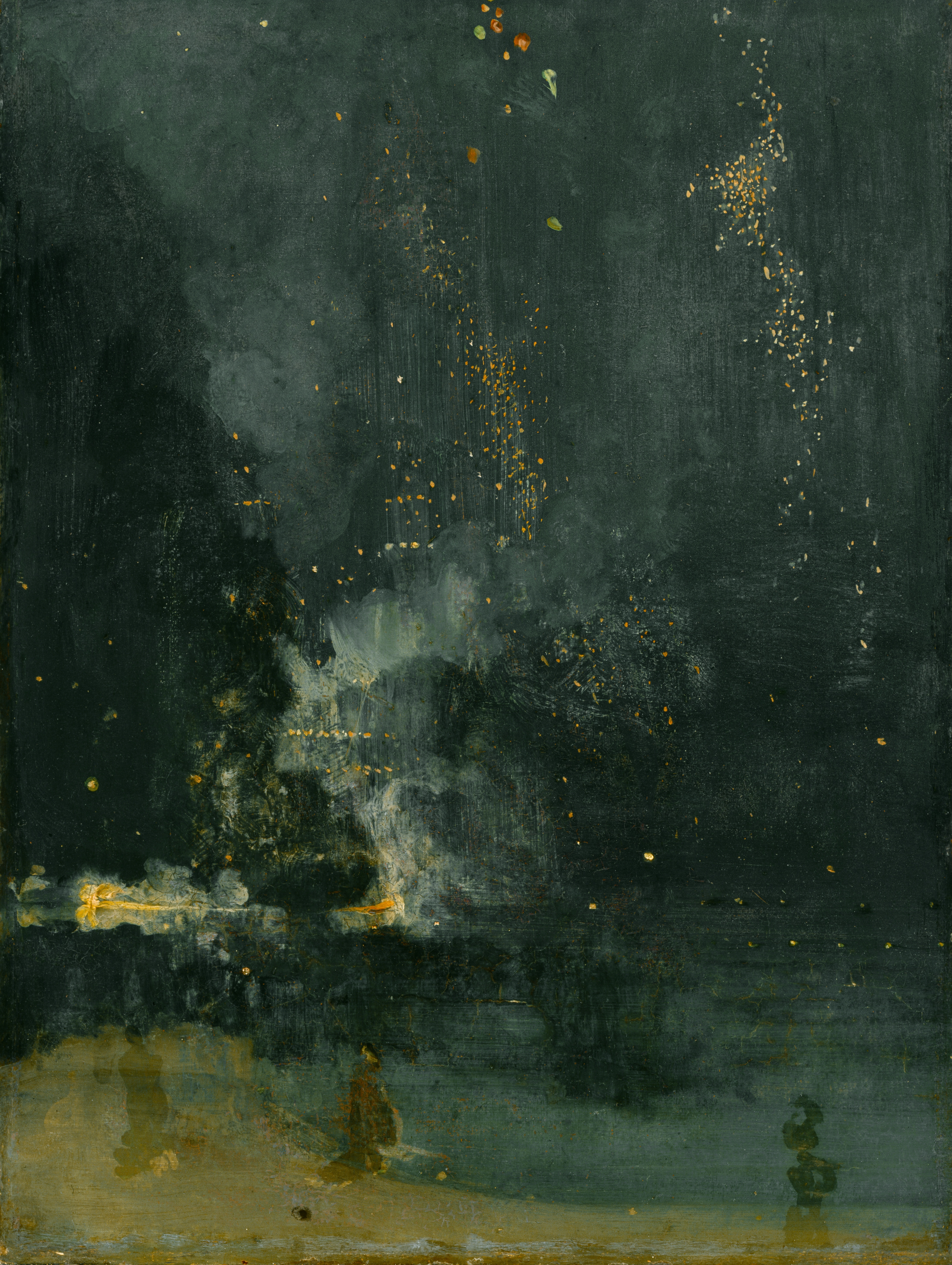
Nocturne in zwart en goud - de vallende raket, 1875, Detroit Institute of Arts
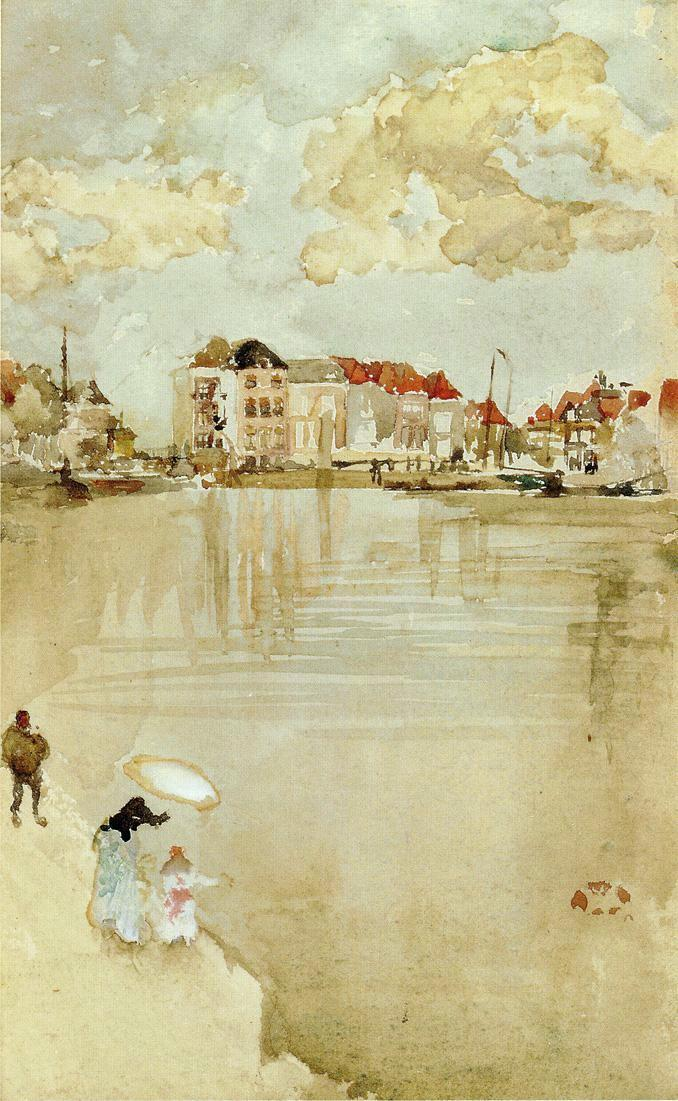
Note in Rose and Silver - Dordrecht, 1884
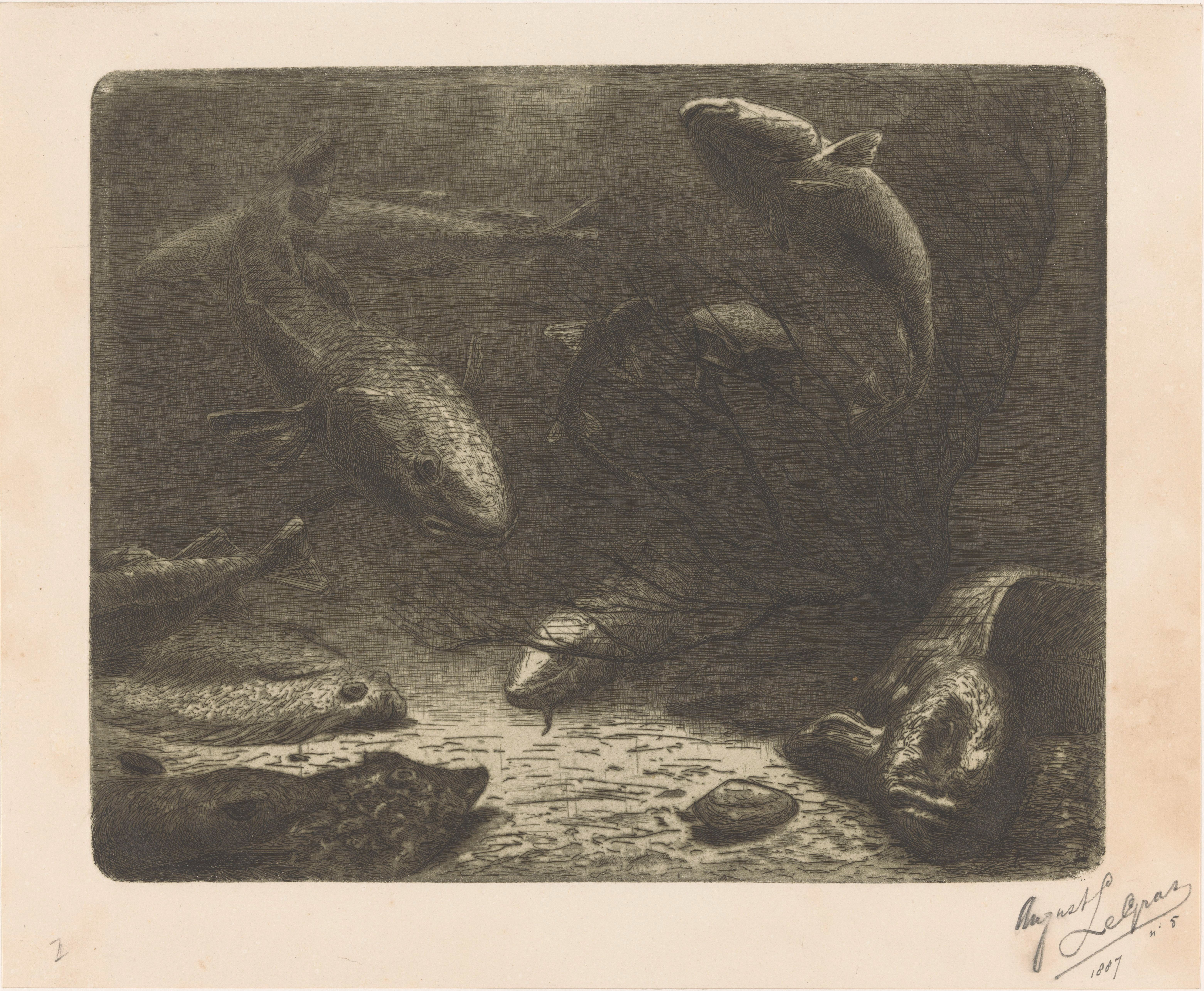
Aquarium, ets en droge naald, 1887, Rijksprentenkabinet